# Horror and suspense
Horror and suspense is een splitalbum uitgegeven door Amphonic Music Limited. Het album bevat soundbites, die of bestemd waren voor de film of (nu) reeds gebruikt zijn in films. Simon Benson, Steve Jolliffe en Mark Thomas zorgden voor 35 titels. De titels die Jolliffe inleverde belandden later op zijn eigen cd-r-uitgave van Ethereal. Het album Horror and suspense is al jaren niet meer (als nieuw) verkrijgbaar.

## Muziek
| Nr. | Titel                     | artiest  | Duur |
| --- | ------------------------- | -------- | ---- |
| 1.  | Shark attack              | Benson   | 1:55 |
| 2.  | Prowler                   | 2Benson  | 1:00 |
| 3.  | Predator                  | Benon    | 2:00 |
| 4.  | Illussions                | Benson   | 1:35 |
| 5.  | Dark force 1              | Benson   | 2:19 |
| 6.  | Dark force 2              | Benson   | 0:14 |
| 7.  | Dark force 3              | Benson   | 0:14 |
| 8.  | Trapped                   | Benson   | 1:55 |
| 9.  | Doomsday                  | Benson   | 1:25 |
| 10. | Haunted manor             | Benson   | 1:20 |
| 11. | Deathly shadows           | Benson   | 1:58 |
| 12. | Spectre                   | Benson   | 1:30 |
| 13. | Deathly pursuit           | Benson   | 2:22 |
| 14. | The crypt                 | Jolliffe | 0:51 |
| 15. | Evil presence             | Jolliffe | 0:43 |
| 16. | Entities                  | Jolliffe | 0:53 |
| 17. | Dangerous encounter       | Jolliffe | 0:49 |
| 18. | Evil beneath the sea      | Jolliffe | 0:50 |
| 19. | Danger trail              | Jolliffe | 0:30 |
| 20. | Frenzied attack           | Jolliffe | 2:41 |
| 21. | Black hole                | Jolliffe | 1:38 |
| 22. | Pandora’s box             | Jolliffe | 5:00 |
| 23. | Unknown planet            | Jolliffe | 5;15 |
| 24. | Tragic loss               | Jolliffe | 6:43 |
| 25. | Dancing spirits           | Thomas   | 1:52 |
| 26. | Into the unknown 1        | Thomas   | 0:57 |
| 27. | Into the unknown 2        | Thomas   | 2:20 |
| 28. | Mysterious occurance      | Thomas   | 2:05 |
| 29. | Sudden change             | Thomas   | 2:08 |
| 30. | Panic                     | Thomas   | 3:06 |
| 31. | Terror on the moors       | Thomas   | 2:07 |
| 32. | Cries from the wilderness | Thomas   | 3:02 |
| 33. | The changeling 1          | Thomas   | 1:17 |
| 34. | The changeling 2          | Thomas   | 1:17 |
| 35. | Power of darkness         | Thomas   | 1:07 |